# Pterolophia bialbomaculipennis
Pterolophia bialbomaculipennis là một loài bọ cánh cứng trong họ Cerambycidae.